# First Baptist Church (Flagstaff)
La First Baptist Church est une église américaine située à Flagstaff, dans le comté de Coconino, en Arizona. Construite en 1939, elle est inscrite au Registre national des lieux historiques depuis le 23 décembre 1991.